# Tlake, Rogatec
Tlake so naselje v Občini Rogatec.